# Рудольф Міттермюллер
Рудольф Міттермюллер (чеськ. Rudolf Mittermüller) — чеський футболіст, що грав на позиції нападника.

## Футбольна кар'єра
Виступав у команді команд «Спарта» (Прага) (1908-1912, 1914-1919) і «Вікторія» (Жижков) (1912-1914). Дворазовий володар Кубка милосердя у 1909 і 1913 роках.